# The Honeypies
The Honeypies är en svensk musikgrupp som består av Rebecca Laakso (född 1992) från Länna och Julia Urbán (född 1992) från Uppsala.
The Honeypies vann Lilla Melodifestivalen 2003 med sin låt Stoppa mig!. De fick 82 poäng, tätt följda av Felix Hvit med sin låt För den jag är med 80 poäng.
Laakso och Urbán träffades under en inspelning av TV-programmet Småstjärnorna när Laakso uppträdde som Britney Spears. The Honeypies var också med och tävlade i Super troupers.
Honeypies medverkade i Bobster 2007. Där intervjuades de och sjöng Laaksos låt, Girl, som hon hade skrivit till sin syster.